# Siège titulaire
Pour les articles homonymes, voir siège.
Un siège titulaire (épiscopal ou archiépiscopal) est, dans les Églises issues de la Pentarchie (Église catholique romaine et Églises orthodoxes canoniques), un titre accordé à certains prélats qui, sans avoir de juridiction territoriale sur des diocèses actuels, occupent des fonctions dans le gouvernement de leur Église, pour lesquelles ils sont consacrés évêques. La nomination d’évêques ou archevêques « titulaires » est strictement du ressort du Saint-Siège dans l’Église catholique romaine et des patriarches (surtout celui de Constantinople) dans les Églises orthodoxes.
Dans l’Église catholique romaine, ceux auxquels ce titre est accordé, autrefois appelés évêques in partibus, pour in partibus infidelium (« en pays des infidèles »), par référence à d’anciens diocèses disparus au cours de l’histoire, sont depuis Léon XIII (1882) dénommés « évêques titulaires ». Tout évêque, même s’il est contraint à la démission, reste « évêque d'un lieu particulier » ; il lui est alors donné le titre d'un siège titulaire.
Malgré le nombre important d'évêques titulaires (qui tous ne sont pas titulaires d'un siège titulaire) dans l'Église catholique latine, la pertinence théologique de ces évêques sans charge pastorale personnelle réelle suscite des débats. La question est de savoir si la collation d’une Église sans existence réelle constitue ou non un cas d’« ordination absolue » (c’est-à-dire sans détermination pastorale) condamnée par le premier concile de Nicée (325).
Dans les Églises orthodoxes, particulièrement celle de Grèce, les sièges titulaires correspondent aux sièges épiscopaux ou archiépiscopaux de l’Empire byzantin restés sans fidèles en raison du passage des habitants de ces territoires à l’islam et de l’expulsion des chrétiens au fil des siècles (notamment au moment du traité de Lausanne de 1923).

Évêchés d’Anatolie au XIXe siècle, devenus pour la plupart des sièges titulaires au XXe siècle

## Distinction entre évêque titulaire et siège titulaire
Dans l'Église latine, les évêques titulaires sont tous les évêques qui n'ont pas la charge pastorale d'un diocèse ou d'une circonscription ecclésiastique assimilée ou équivalente à un diocèse, c'est-à-dire la prélature territoriale, l'abbaye territoriale, le vicariat apostolique, la préfecture apostolique et l'administration apostolique établie à titre permanent,.
Dans les Églises catholiques orientales, seuls les évêques chargés de la pastorale d'une éparchie sont des évêques diocésains stricto sensu ; tous les autres, quel que soit le ministère qu'ils exercent ou ont exercé, sont évêques titulaires.
Selon cette norme canonique, les évêques titulaires sont:
- les prélats qui exercent leur charge au service du Pape dans la Curie romaine[7], tels que les préfets et présidents des dicastères pontificaux et tous les fonctionnaires décorés de la dignité épiscopale ; à l'exception des cardinaux, qui ont leur propre titre, ou des évêques émérites qui travaillent dans la Curie, les autres se voient attribuer le titre d'un diocèse éteint ou supprimé ;
- les légats pontificaux qui exercent les fonctions de représentation du Siège apostolique auprès des Églises particulières, des États et des organisations internationales[8], tels que les nonces apostoliques et les délégués apostoliques ; ces prélats reçoivent le titre d'un diocèse éteint ou supprimé ;
- ceux qui sont nommés à l'épiscopat en vue d'une fonction exercée ou à exercer sur le territoire de divers diocèses au nom du Saint-Siège ou des Conférences épiscopales[9]; le titre d'un diocèse éteint ou supprimé est également attribué à ces prélats ;
- les évêques émérites, c'est-à-dire tous les évêques diocésains qui, pour des raisons de santé ou pour avoir atteint la limite d'âge ou pour d'autres raisons, ont présenté la démission de leur charge, acceptée par le Souverain Pontife[10]; jusqu'en 1970 ces évêques recevaient le titre d'un diocèse éteint ou supprimé ; par décision du Pape Paul VI, ils conservent maintenant le titre du diocèse auquel ils ont renoncé[11];
- les évêques coadjuteurs et les évêques auxiliaires, c'est-à-dire les prélats qui collaborent avec l'évêque diocésain et qui lui sont canoniquement subordonnés[12]; les évêques auxiliaires se voient attribuer le titre de diocèse éteint ou supprimé, tandis que les évêques coadjuteurs, par décision du pape Paul VI en 1976, portent le titre du diocèse auquel ils sont destinés[13];
- dans les Églises catholiques orientales, tous les évêques non diocésains sont des évêques titulaires, comme les évêques des curies patriarcales et les curies des Églises archiépiscopales majeures, les visiteurs apostoliques, les exarques.

## Origine et histoire
Le concile de Nicée a peut-être connu en son sein quelques évêques chassés de leur diocèse. Cependant, il établit que les clercs doivent toujours être attachés à une Église (canon 15). Plus explicite, le concile de Chalcédoine (451) pose l’interdiction d’ordonner un clerc, y compris un évêque, sans lui confier un lieu à desservir (canon 6). Dans l’esprit de ces conciles anciens, il s’agit d’une communauté réelle de chrétiens et non d’un titre reposant sur une fiction juridique.
Plus tard, surtout aux VIIe et VIIIe siècles, un grand nombre de diocèses, particulièrement en Afrique du Nord, en Espagne et au Proche-Orient, perdent leurs fidèles en raison des persécutions, après les invasions sarrasines et ottomanes : certains (les ma'mīnīm ) se convertissent à l’islam pour éviter le kharadj (double capitation sur les non-musulmans) et le devshir (enlèvement des garçons pour être enrôlés dans les armées musulmanes) ; d’autres s’enfuient pour échapper aux persécutions et à l’esclavage : ces diocèses disparaissent donc et sont abandonnés. Par exemple, on évalue à environ 480 le nombre de diocèses disparus en Afrique du Nord et il en est de même en Asie mineure. Ils ne sont pas supprimés cependant, l’Église souhaitant garder la mémoire de ces communautés chrétiennes des premiers siècles du christianisme.
D’autres disparaissent avec la conquête de la Terre sainte par les Arabes au VIIIe siècle puis par les Turcs vers 1268. Les évêques chassés sont reçus comme auxiliaires dans des diocèses d’Europe. À leur mort, leurs successeurs comme auxiliaires reçoivent également leur titre et diocèse, connu alors comme étant in partibus infidelium (i.p.i.). Dans l’Église catholique, cette manière de faire est réglementée par le concile de Vienne de 1311 ; à partir du cinquième concile du Latran (1512-1517) et sous le pontificat de Léon X, ces titres sont également accordés aux cardinaux de la Curie romaine qui le souhaitent. La coutume s’élargit et se développe au point qu’il est octroyé à tous les prélats consacrés évêques sans qu'ils reçoivent pour autant de juridiction territoriale (auxiliaire, vicaire apostolique, prélat de la Curie romaine).
Des réorganisations ecclésiastiques aux XVIIIe et XIXe siècles, avec la suppression de diocèses, ont également créé de nouveaux sièges titulaires. Ainsi, par exemple, Ypres et Tongres, en Belgique, Natchez et Kearney aux États-Unis, Lindisfarne en Angleterre et d’autres en Irlande.
Au XIXe siècle, acquiesçant à la demande des Églises catholiques orientales, le pape Léon XIII, par sa lettre apostolique In suprema du 10 juillet 1882 change la dénomination de l’évêque in partibus infidelium en « évêque titulaire »,. Il y aurait au total près de 2 000 sièges titulaires.

### Exemple historique
Un exemple intéressant de diocèse in partibus infidelium ayant eu une certaine durée est celui de Bethléem. En 1168, le croisé Guillaume IV, comte de Nevers, avait promis à l'évêque de Bethléem que, si cette ville devait tomber aux mains des musulmans, il l'accueillerait, lui ou ses successeurs, dans la petite ville de Clamecy, sur ses terres de Bourgogne. Après la prise de Bethléem par Saladin en 1187, la volonté du défunt comte fut honorée et l'évêque de Bethléem élut domicile dans l'hôpital de Panthénor, à Clamecy, en 1223. Clamecy demeura le siège permanent du siège in partibus infidelium de Bethléem pendant près de six cents ans, jusqu'à la Révolution française. Bethléem est toujours diocèse titulaire, même s’il est vacant (en 2013).

### Restaurations récentes de sièges titulaires

#### Pontificat de Jean-Paul II
En 1989 sont restaurés 27 sièges titulaires, tous situés en Afrique du Nord à l'exception ceux de Bistue (it) (Bosnie-Herzégovine) et de Wiener Neustadt (Autriche).
En 1995 sont restaurés 12 sièges titulaires aux États-Unis. En 1996 sont restaurés 2 sièges aux États-Unis et 1 au Groenland (Gardar).
En mars 1991 sont restaurés 8 sièges titulaires italiens de la région du Latium : Aquipendium (it), Balneoregium, Gallesium (it), Hortanum (it), Mons Faliscus, Nepeta (it), Sutrium (it), et Tuscania (it).
En avril 2002, Jean-Paul II restaure en tant que sièges titulaires 4 sièges historiques corses : Aléria, Mariana in Corsica, Nebbio et Sagone.
En 2004 sont restaurés 9 sièges titulaires :
- Avril : Arna (it) (Ombrie, Italie)[24]
- Juin, 4 sièges italiens des Pouilles : Biccari (it), Carmeiano (it), Egnazia Appula, et Erdonia (it)[25]
- Juillet : Hirta (de) (Irak)
- Octobre, 3 sièges italiens : Galtelli (it) et Ottana (it) (tous deux en Sardaigne), et Ostra (it) (Marches)[26]

#### Pontificat de Benoit XVI
En janvier 2009, Benoît XVI restaure 22 anciens diocèses en tant que sièges titulaires (dont 13 sièges français) : 
- Anciens titres des archevêques d'Avignon : Apt, Carpentras, Cavaillon, Orange, et Vaison
- Sur le territoire du diocèse de Digne, Riez et Sisteron : Briançonnet, Entrevaux et Senez
- Sur le territoire du diocèse de Carcassonne et Narbonne : Alet et Saint-Papoul
- Autres anciens sièges français : Arisitum (Gard), Maillezais (Vendée) et Thérouanne (Pas-de-Calais)
- Italie : Aveia (it), Celano (it) et Sepino (it)
- Pologne : Chełm (pl) et Sejny (pl)
- Tanzanie : Nachingwea (en) et Rutabo (en)
- Allemagne : Chiemsee
- Espagne : Iliturgi

Un diocèse est restauré en novembre 2009 en Croatie : Cibalae (it).

#### Pontificat de François
En novembre 2014, le pape François restaure les 2 sièges polonais de Pomezania et Wigry (pl).
En février 2018 sont restaurés 8 sièges titulaires :
- Italie : Bisenzio (it), Methamaucum (it), Milazzo (it) et Rosella (it)
- Espagne : Armentia (it), Empúries (it), et Valpuesta (it) (Valpuesta est supprimé en 2019[31])
- Pays-Bas : Middelburg

En février 2018 sont restaurés les sièges italiens d'Amantea (it) et de Limosano (it), et en mars 2018 est restauré le siège d'Alesa (it) (Sicile).
Le 17 décembre 2022, les anciens sièges relevés dans le nom du diocèse italien de Macerata sont restaurés en tant que sièges titulaires : Cingoli (it), Recanati (it), Tolentino (it) et Treia (it).

## Listes de sièges titulaires
Ces listes non exhaustives concernent les sièges titulaires reconnus par l’Église catholique romaine et figurant dans l’Annuario pontificio du Saint-Siège (2010) qui donne une liste de près de 2 000 sièges titulaires. Pour la plupart, ce sont les mêmes qui sont reconnus par les Églises orthodoxes. Les plus prestigieux, comme ceux d’Antioche (supprimé en 1964), d’Égypte, d’Éphèse, de Nicée ou de Palestine, ont parfois eu plusieurs évêques titulaires dans différentes Églises (Église catholique et une ou plusieurs Églises orthodoxes).

### Sièges titulaires situés en France
Le nom des sièges de nombreux anciens diocèses français est inclus dans le nom des diocèses d'aujourd'hui, par exemple le diocèse de Riez dont le nom est compris dans le diocèse de Digne, Riez et Sisteron. Toutefois, 18 sièges autres anciens sièges diocésains situés en France, listés ci-dessous, ont été restaurés en tant que sièges titulaires.
Il existe par ailleurs de nombreux autres anciens sièges épiscopaux qui ne font partie d'aucune de ces deux catégories, comme les sièges de Grasse, Antibes, Elusa (Eauze, siège du primat de Novempopulanie jusqu'en 879), Cemenelum (Cimiez), Limoux, Bourg-en-Bresse, Eturamina (Thorame), Salinae (Castellane), Alba Helviorum (Alba-la-Romaine), Vernay, Tanata, Bastia, Calvi, Cervione, Vico (Corse-du-Sud), Sospel, Anderitum (Javols), Vermand, Aleth (Saint-Servan), Ratiatum (Rezé), Maguelone (Hérault), Substantion,... etc.

#### Anciens diocèses des Alpes-de-Haute-Provence
Sièges titulaires actuellement situés sur le territoire du diocèse de Digne, Riez et Sisteron, et restaurés en janvier 2009.
- Briançonnet (diocèse ayant brièvement existé au Ve siècle avant celui de Glandèves) : Jean-Marie Le Vert (évêque auxiliaire de Bordeaux et Bazas)
- Entrevaux (siège du diocèse de Glandèves du Ve siècle à 1790 / 1801) : Jean Laffitte (évêque français au service de la curie romaine)
- Senez (siège diocésain du VIe siècle à 1790 / 1801) : Thierry Brac de La Perrière (évêque auxiliaire de Lyon)

#### Anciens diocèses de l'Aude
Sièges titulaires actuellement situés sur le territoire du diocèse de Carcassonne et Narbonne, et restaurés en janvier 2009.
- Alet (siège diocésain de 1318 à 1790 / 1801) : Gérard Coliche (évêque auxiliaire émérite de Lille)
- Saint-Papoul (siège diocésain de 1317 à 1790 / 1801) : Gilles Reithinger (évêque auxiliaire émérite de Strasbourg)

#### Anciens diocèses de Corse
Sièges titulaires actuellement situés sur le territoire du diocèse d'Ajaccio, et restaurés en avril 2002 (à l'exclusion d'Accia restauré avant 1969).
- Accia (siège diocésain de 824 à 1563) : Levi Bonatto (pt) (évêque auxiliaire de Goiânia, Brésil)
- Aléria (siège diocésain depuis le VIe siècle, déplacé à Cervione en 1578) : Guido Fiandino (de) (évêque auxiliaire de Turin, Italie)
- Mariana (siège diocésain depuis le IVe siècle, déplacé à Bastia en 1570) : Paolo De Nicolò (de) (régent de la Préfecture de la Maison pontificale)
- Nebbio (siège diocésain du Ve siècle à 1790 / 1801) : Francisco Montecillo Padilla (archevêque, nonce apostolique)
- Sagone (siège diocésain depuis le VIe siècle, déplacé à Vico en 1579) : Paolo Rocco Gualtieri (archevêque, nonce apostolique)

#### Anciens diocèses du Vaucluse
Sièges titulaires actuellement situés sur le territoire de l'archidiocèse d'Avignon, relevés par les archevêques d'Avignon entre 1877 et 2009, et restaurés en janvier 2009.
- Apt (siège diocésain du IIIe siècle à 1790 / 1801) : Jean-Luc Hudsyn (évêque auxiliaire de Malines-Bruxelles)
- Carpentras (siège diocésain jusqu'en 1790 / 1801) : Loïc Lagadec (évêque auxiliaire de Lyon)
- Cavaillon (siège diocésain du IVe siècle à 1790 / 1801) : Krzysztof Zadarko (pl) (évêque auxiliaire de Koszalin-Kołobrzeg, Pologne)
- Orange (siège diocésain du IIIe siècle à 1790 / 1801) : Julio Murat (archevêque, nonce apostolique)
- Vaison (siège diocésain du IVe siècle à 1790 / 1801) : Jean Bondu (évêque auxiliaire de Rennes, Dol et Saint-Malo)

#### Autres anciens diocèses de France
Autres sièges titulaires situés en France, restaurés en janvier 2009.
- Arisitum (siège diocésain du VIe siècle au VIIe siècle), dans l'actuel diocèse de Nîmes, Uzès et Alès : Patrick Le Gal (évêque auxiliaire de Lyon)
- Maillezais (siège diocésain de 1317 à 1648), dans l'actuel diocèse de Luçon : Jean-Pierre Batut (évêque auxiliaire de Toulouse-Saint-Bertrand-de-Comminges-Rieux)
- Thérouanne (siège diocésain du VIIe siècle à 1567), dans l'actuel diocèse d'Arras, Boulogne et Saint-Omer : Étienne Vető (évêque auxiliaire de Reims)

### Autres sièges titulaires liés à la France
Liste non exhaustive de sièges titulaires non situés sur le territoire français, mais liés avec la France.
- Apollonis (Turquie), dont 2 des 4 évêques titulaires étaient français, dont le dernier d'entre eux pendant 38 ans jusqu'en 2009 : Sede vacante.
- Bethléem (Palestine) : Sede vacante. Après la prise de Bethléem par Saladin en 1187, la résidence épiscopale fut transférée en 1204 à Clamecy (Nièvre), en France, et resta ainsi siège résidentiel jusqu'au début du XIXe siècle.
- Phocée (Turquie) : Sede vacante. Ce sont des phocéens qui ont fondé la ville de Marseille (puis celles d'Agde, d'Antibes et de Nice).
- Pisita (Tunisie), dont les 2 derniers évêques titulaires sont Français : Guillaume de Lisle (évêque auxiliaire de Meaux)
- Rota (Espagne), dont les 3 seuls évêques titulaires sont Français et dont la ville actuelle Isábena est jumelée avec Saint-Bertrand-de-Comminges (elle-même située sur le territoire de l'archidiocèse de Toulouse-Saint-Bertrand-de-Comminges-Rieux) : Joël Mercier (archevêque, secrétaire de la Congrégation pour le clergé)
- Silli (de) (Algérie), dont les 2 derniers évêques titulaires sont Français : Henri Coudray (vicaire apostolique de Mongo)
- Simidicca (Tunisie), dont les 3 avant-derniers évêques titulaires sont Français : Rumen Stanew (pl) (évêque auxiliaire de Sofia et Plovdiv, Bulgarie)
- Themisonium (Turquie), dont 3 évêques titulaires sont Français : Christian Kratz (évêque auxiliaire de Strasbourg)
- Usinaza (Algérie), dont les 3 derniers évêques titulaires sont Français : Pierre-Marie Gaschy (spiritain, vicaire apostolique des îles Saint-Pierre-et-Miquelon)
- Utique (Tunisie), dont 8 évêques titulaires depuis 1887 sont Français : Philippe Curbelié (sous-secrétaire du Dicastère pour la Doctrine de la foi)
- Vico Equense (it) (Italie), dont les 3 avant-derniers évêques titulaires sont Français, et dont la ville Vico Equense est jumelée avec Allauch (elle-même située sur le territoire de l'archidiocèse de Marseille) : Dieudonné Datonou (archevêque, nonce apostolique)

### Autres sièges titulaires
- Abaradira, évêché de la Bisacène en Afrique occidentale
- Abari
- Abbir Germaniciana
- Abbir Maius (de)
- Abdera, Carthaginoise proconsulaire, en Afrique occidentale
- Abercornia, du nom d'Abercorn, village écossais dans les environs d'Édimbourg
- Abernethia, village écossais
- Abidda
- Abila en Palestine
- Abila Lysaniae
- Abitinae, Carthaginoise proconsulaire, en Afrique occidentale
- Abora (de), Carthaginoise proconsulaire, en Afrique occidentale
- Abrittum (de), évêché de la seconde Mésie dans l'exarchat de Dacie
- Absa Salla, Carthaginoise proconsulaire, en Afrique occidentale
- Absorus, Apsoris ou Ausara, île de Dalmatie. Son évêque vers 880 s'appelait Domenicus.
- Abthugni, dont Felix d'Abthugni était évêque
- Abula
- Abydos (de) ou Avido, proche des Dardanelles dans l'Hellespont, exarchat d'Asie
- Abziri
- Acalissus
- Acanthe (de)
- Acarassus
- Acci
- Accia (de)
- Acelum (de)
- Achelous
- Acholla (de)
- Achrida (de)
- Achyraus
- Acilisène (de)
- Acmonia
- Acra
- Acrassus (de)
- Acropolis (de)
- Acufida
- Adada (de)
- Adana (de)
- Adana degli Armeni
- Adana dei Greco-Melkiti
- Adraa
- Adran
- Adramytte (de)
- Adrasus (de) ou Adra. Ville ruinée de la Seconde Arabique[34], patriarcat de Jérusalem (Antioche ?)[35]
- Adulis (de)
- Aeca
- Aeclanum (de)
- Aegae (de)
- Ægina (de)
- Æla (de)
- Aemona
- Aenus (de)
- Aréopolis (de)
- Africa (de)
- Agathonice (de)
- Agathopolis (de) ou Gatopoli[36], petite ville de Thrace sur la mer Noire
- Ala Miliaria (de)
- Alabanda (de)
- Alalis (de)
- Alba (de)
- Alba Maritima (de)
- Albulae
- Alexanum (de)
- Algiza (de)
- Alia (de)
- Alinda (de)
- Allegheny (en)
- Altava (de)
- Altiburus (de) ou Altibura, Carthaginoise proconsulaire, en Afrique occidentale
- Altinum (de)
- Amantea (de)
- Amantia (de)
- Amasea (de)
- Amathus-en-Chypre (de)
- Amathus-en-Palestine (de)
- Amaura (de)
- Ambia (de)
- Ameli (de)
- Amida (de)
- Amida des Arméniens
- Amiternum (de)
- Ammaedara (de)
- Amphipolis
- Amorium
- Amyclées (de)
- Amyzon (de)
- Anastasiopolis (de)
- Anazarbus (de)
- Anchialus (de)
- Ancusa (de)
- Ancyre (de)
- Andeda (de)
- Andrinople-en-Hémimont (de) (archidiocèse)
- Anémour
- Antandrus (de)
- Anthédon (de)
- Antinoë (de)
- Antioche, patriarcat (liste)
- Antioche-du-Méandre (de)
- Antioche-en-Pisidie (de)
- Antioche Parvas (de)
- Antipatris (de)
- Antiphellus (de)
- Antiphrae, Libye marmarique, patriarcat d'Alexandrie
- Antium (de)
- Apamée-en-Syrie (de)
- Apisa Maius (de)
- Apolloniade pontique : siège (it)
- Apollonie (de)
- Apollonis
- Aprus (de)
- Aptuca (de)
- Aquae-en-Maurétanie (de)
- Aquæ Albæ-en-Byzacène (de)
- Aquae Albae-en-Maurétanie (de)
- Aquae Novae-en-Proconsulaire (de)
- Aquae Sirenses
- Aquae Thibilitanae
- Aquaviva (de)
- Aquilée (de)
- Aquipendium (de)
- Arabissus (de)
- Arad (de)
- Arae-en-Maurétanie (de)
- Arathia
- Arba (de)
- Arca-en-Phénicie (de)
- Arcadiopolis-en-Asie (de)
- Arcadiopolis-en-Europe (de)
- Archelaïs (de)
- Árd Carna (de)
- Árd Sratha (de)
- Areopolis (de)
- Arethusa (de)
- Ariassus (de)
- Arindela
- Arisitum
- Arsamosata
- Arsennaria (de)
- Arsinoé-en-Arcadie (de)
- Arsinoë-en-Chypre (de)
- Arycanda (de)
- Ascalon
- Assuras (de)
- Athènes (archidiocèse latin)
- Atella (de)
- Athribis (de)
- Attalea-en-Lydie (de)
- Augurus
- Augusta
- Augustopolis-de-Palestine (it)
- Augustopolis-en-Phrygie
- Aulon (de)
- Auréliopolis-en-Asie (de)
- Auréliopolis-en-Lydie (de)
- Auria
- Aurusuliana (de)
- Ausafa (de)
- Aussuccura (de)
- Auzia
- Avara
- Avioccala
- Axieri (de)
- Axomis (de)
- Azotus (de)
- Baalbek
- Babylone
- Bagai (de)
- Bagis (de)
- Bahanna (de)
- Balecium (de)
- Bamaccora (de)
- Barca (de)
- Bareta (de)
- Basilinopolis
- Beatia (de)
- Bela (de)
- Belcastro en Italie, région de Calabre[37]
- Belesasa (de)
- Belline (de)
- Bencenna (de)
- Benda (de)
- Beneventum (de)
- Berenice (de)
- Bérythe (de)
- Beverley
- Bida (siège titulaire) (it))
- Bilta (de)
- Binda (de)
- Birtha (de)
- Bisarcio (de)
- Bisuldino
- Bitettum (de)
- Bitylie (de)
- Bizya (de)
- Bladia (de)
- Blera (de)
- Bodona (it)
- Bononia (de)
- Bonusta (de)
- Boseta (de)
- Bosphore (de)
- Bossa (de)
- Bostra (de)
- Botriana (de)
- Brixellum (de)
- Bulla (de)
- Bulna (de)
- Buruni (de)
- Byblus (de)
- Cabasa (de)
- Cadi (de)
- Caeciri (de)
- Caere (de)
- Caesariana (de)
- Calama (de)
- Calatia (de)
- Callinicum (de)
- Callipolis (de)
- Calydon (de)
- Camachus (de)
- Cambysopolis (de)
- Camuliana
- Canatha (de)
- Canea (de)
- Cannae (de)
- Canope (de)
- Canosa
- Cantanus (de)
- Capra (de)
- Capri (de)
- Caprulae (de)
- Capsa (de)
- Capse (de)
- Caput Cilla (de)
- Carcabia (de)
- Carie (de)
- Carinola (de)
- Carpasia (de)
- Carpi (de)
- Carystus (de)
- Casae Medianae (de)
- Casius (de)
- Castello (de)
- Carthage (archidiocèse)
- Castellum Tatroportus (de)
- Castellum-en-Maurétanie (de)
- Castorie (de)
- Castra Nova
- Castra Severiana (de)
- Castro di Sardegna (de)
- Castrum (it)
- Castulo (de)
- Cataquas
- Catabum Castra (de)
- Caudium (de)
- Cea (de)
- Cebarades (de)
- Celenderis (de)
- Celene (de)
- Celerina (de)
- Cellae-en-Maurétanie (de)
- Ceramus (de)
- Cercina (de)
- Cernitza (de)
- Césarée-en-Bithynie (de)
- Césarée-en-Cappadoce (de)
- Césarée-en-Maurétanie (de)
- Césarée-en-Numidie (de)
- Césarée-en-Palestine (archidiocèse)
- Césarée-en-Palestine des Grecs-melchites (de)
- Césarée de Philippe
- Césaropolis (de)
- Cestrus (de)
- Chalcédoine (de)
- Chariopolis (de)
- Chersenèse-en-Zechie (de)
- Chimaera (de)
- Chonochora en Syrie, aujourd'hui Qara
- Christopolis (de)
- Chrysopolis-en-Arabie (de)
- Chunavia
- Chytri (de)
- Cibalæ (de)
- Cilibia (de)
- Cillium (de)
- Cingoli (it)
- Cinna (de)
- Cissa (de)
- Citrus (de)
- Città Ducale (de)
- Cius (de)
- Civitate (de)
- Claudiopolis
- Claudiopolis de Cilicie
- Claudiopolis-en-Honoriade (de)
- Claudiopolis-en-Isaurie (de)
- Clazomènes (de)
- Cluentum (de)
- Cnide
- Coeliana (de)
- Colonia-en-Arménie (de)
- Colonia-en-Cappadoce (de)
- Colophon (de)
- Colosses (de)
- Columbica (de)
- Columnata (de)
- Comana Armeniae (de)
- Comana Pontica (de)
- Concordia (de)
- Constantia-en-Scythie (de)
- Constantia-en-Thrace (de)
- Constantinople (patriarcat latin)
- Corniculana (de)
- Coron
- Coptus (de)
- Corbavie (de)
- Corinthe (diocèse latin)
- Coron
- Coropissus (de)
- Cotenna (de)
- Cotyaeum (de)
- Cova, Carthaginoise proconsulaire, en Afrique occidentale
- Crepedula (de)
- Cresima
- Croae (de)
- Cubda (de)
- Cumae (de)
- Cures Sabinorum (de)
- Curium (de)
- Cursola
- Curubis (de)
- Cyanae (de)
- Héraclée Cybistre
- Cydon (de)
- Cynopolis-en-Arcadie (de)
- Cyparassia (de)
- Cyrène (de)
- Cyrrhus (de)
- Cyzique (de)
- Daphnusia (de)
- Damas (de)
- Damiette (de)
- Danaba (de)
- Dara (de)
- Dardanie (de)
- Darnis (de)
- Daulia (de)
- Dausara (de)
- Decoriana (de)
- Derbé
- Dercos (de)
- Diana (de), Carthaginoise proconsulaire, en Afrique occidentale
- Dibon (de)
- Diocesarea-en-Isaurie (de)
- Diocésarée-en-Palestine (de)
- Dioclée (de)
- Diocletiana (de)
- Dionysiana (de)
- Dionysiopolis (de)
- Doaré (de)
- Doberus (de)
- Dolia (de)
- Doliché (de)
- Domnach Sechnaill (de)
- Dora (de)
- Dorylée (de)
- Drasus (de)
- Druas (de)
- Drusipara
- Dusa (de)
- Eanach Dúin (de)
- Echinus (de)
- Édesse-en-Macédoine (de)
- Édesse-en-Osroène
- Égée (de)
- Egnatia (de)
- Egnazia Appula
- Eguga (de), Carthaginoise proconsulaire, en Afrique occidentale[38]
- Elatea
- Elephantaria in Mauretania
- Eleutherna (de)
- Eleuthéropolis
- Elicroca (de)
- Elis (de)
- Elo (de)
- Elusa (de)
- Emerita Augusta (de)
- Émèse (de)
- Éphèse (de)
- Épiphanie-de-Cilicie (de)
- Equilium (de)
- Eriza (de)
- Érythrée (de)
- Eschinas
- Etenna (de)
- Euchaitae (de)
- Eudoxias (de)
- Euménie (de)
- Euroea-en-Phénicie (de)
- Europus (de)
- Falerii (de)
- Falerone (de)
- Fallaba (de)
- Feradi Maius (de)
- Ferentium (de)
- Fesseë (de)
- Fidenae (de)
- Fiorentino (de)
- Fissiana (de)
- Floriana (de)
- Flumenepiscense (de)
- Foratiana (de)
- Formiae (de)
- Forontoniana (de)
- Forum Novum (de)
- Forum Traiani
- Frequentium (de)
- Frigento (it)
- Fundi (de)
- Furnos Maior (de)
- Furnos Minor (de)
- Fussala (de)
- Gabala (de)
- Gadara (de)
- Gadiaufala (de)
- Gallesium (de)
- Gangra (de)
- Garba
- Gaudiaba (de)
- Gauriana
- Gaza (de)
- Gegi (de)
- Gemellae-en-Byzacène (de)
- Gemellae-en-Numidie (de)
- Geras (de)
- Germania-en-Numidie (de)
- Germaniciana (de)
- Germanicopolis (de)
- Germia (de)
- Gibba (de)
- Gigthi (de)
- Gilba (de)
- Girba (de)
- Giru Mons (de)
- Glastonia (de)
- Glendalough (de)
- Gordus (de)
- Gortyne (de)
- Gradisca (de)
- Gradum (de)
- Gratiana (de)
- Gratianopolis (de) en Maurétanie césarienne
- Guardialfiera (it)
- Gubaliana (de)
- Gummi-en-Byzacène (de)
- Gunela (de)
- Gurza (de)
- Gypsaria (de)
- Hadriani ad Olympum (de)
- Hadrumetum[39]
- Halmiros
- Halicarnasse
- Hébron
- Hélénopolis-en-Bithynie (de)
- Hélénopolis-en-Palestine (de)
- Héliopolis-en-Augustamnique (de)
- Héliopolis-en-Phénicie (de) (archidiocèse)
- Hemeria (de)
- Hephaestus (de)
- Héraclée (de)
- Héraclée-en-Europe (de)
- Héracléopolis Magna (de)
- Hermopolis Maior (de)
- Hermopolis Parva
- Hesbon (de)
- Hiérapolis-en-Isaurie (de)
- Hiérapolis-en-Phrygie (de)
- Hiérapolis-en-Syrie
- Hiérapolis-en-Syrie des Grecs-melchites (de)
- Hierocæsarea (de)
- Hiéron (de)
- Hiéropolis (de)
- Hierpiniana (de)
- Hilta
- Hippo Diarrhytus (de)
- Hispellum (de)
- Hodelm (de)
- Hólar (de)
- Horta
- Hyccarum (de)
- Hypèpes (de)
- Ibora (de)
- Iconium (de)
- Icosium (de)
- Idassa
- Idebessus (de)
- Idicra (de)
- Ierafi (de)
- Illici (de)
- Inis Cathaig (de)
- Ioannina
- Iomnium (de)
- Ionopolis (de)
- Irenopolis-en-Cilicie (de)
- Irenopolis-en-Isaurie
- Isaura
- Isauropolis (de)
- Isba (de)
- Isinda (de)
- Italica (de)
- Iubaltiana (de)
- Iulium Carnicum (de)
- Izirzada (de)
- Jéricho (de)
- Joppé
- Juliopolis (de)
- Justiniana Prima (de)
- Kearney (siège (it))
- Labicum (de)
- Lacédémone
- Lagania (de)
- Lambèse (de)
- Lamdia (de)
- Lamia
- Lamiggiga (de)
- Lampsacus (de)
- Lamsorti
- Lamus (de)
- Lamzella (de)
- Laodicée-en-Phrygie (de) (archidiocèse)
- Laodicée-en-Syrie (de) (archidiocèse)
- Lapda (de)
- Lappa (de)
- Laranda (de)
- Lares (de)
- Larissa-en-Thessalie
- Lauriacum (de)
- Lebessus
- Legia (de)
- Lemellefa (de)
- Lemnus (de)
- Léontopolis, dans le delta du Nil, aujourd'hui Tell el-Yahoudieh
- Léontopolis-en-Augustamnique (de), dans le delta du Nil, aujourd'hui Taremou
- Leptis Magna (de)
- Lerus (de)
- Lestrona (de)
- Lesvi (de)
- Leuce (de)
- Lilybaeum (de)
- Limata (de)
- Limosano (de)
- Limyra (de)
- Lindisfarne (de)
- Lipara (de)
- Lisinia (de)
- Litterae (de)
- Lorium (de)
- Loryma (de)
- Luperciana (de)
- Lycaonia (de)
- Lydda
- Lyrbe (de)
- Lysiade (de)
- Lystre
- Macon (de)
- Macri (de)
- Macriana in Mauretania
- Macriana Minor
- Madaure
- Mades (de)
- Magnetum (de)
- Magydus (de)
- Malliana, Carthaginoise proconsulaire
- Mallus (de)
- Maraguia (de)
- Marcelliana (de)
- Marciana (de)
- Marcianopolis (de)
- Marcopolis, évêché d'Osroène, patriarcat d'Antioche
- Marida (de)
- Maronea (de)
- Martanae Tudertinorum (de)
- Martirano (it)
- Martyropolis (de)
- Masclianae (de)
- Mascula (de)
- Materiana (de)
- Mathara-en-Numidie
- Matrega (de)
- Mattiana (de)
- Maturba, Mauritanie Césarienne
- Maura (de)
- Mauriana (de)
- Mauricastre (de)
- Maximiana-en-Numidie (de)
- Maximianopolis, ville du Rhodope, exarchat de Thrace
- Maximianopolis-en-Palestine (de)
- Maxita (de)
- Maxula Prates (de)
- Medaba (de)
- Médéa (de)[40]
- Medeli
- Mediana (de)
- Mégare (de)
- Mela (de)
- Mélitène (de)
- Meloë-en-Isaurie (de)
- Meloë-en-Lycie (de)
- Melzi (de)
- Memphis (de)
- Menelaites (de)
- Mesarfelta
- Messène (de)
- Meta (de)
- Metelis
- Métellopolis (de)
- Méthone (de)
- Mevania (de)
- Midila (de)
- Milazzo (de)
- Milet (de)
- Miletopolis (de)
- Milevum (de)
- Milo (de)
- Milopotamus (de)
- Mimiana (de)
- Mina (de)
- Minora (de)
- Misène (de)
- Missua (de)
- Misthia (de)
- Mocissus (de)
- Modra (de)
- Moglaena (de)
- Mons-en-Numidie (de)
- Montecorvino (de)
- Montemarano (it)
- Monteverde (de)
- Mopsuestia
- Mopta (de)
- Mosynople (de)
- Motula (de)
- Mulli (de)
- Munatiana (de)
- Mundinitza (de)
- Municipa (de)
- Murcona (de)
- Musti (de)
- Musti-en-Numidie (de)
- Mylasa (de)
- Myre (de) (archidiocèse)
- Myrina (de)
- Myriophyte
- Mytilène (de) (archidiocèse)
- Nachingwea en Tanzanie (en)
- Naissus (de)
- Naraggara
- Narona (de)
- Nasai (de)
- Natchesium (de)
- Nationa (de)
- Naupacte (de)
- Nazareth (archidiocèse)
- Nazianze
- Néapolis-en-Palestine (de)
- Néapolis-en-Pisidie (de)
- Néapolis-en-Proconsulaire (de)
- Nebbi (de)
- Néocésarée-du-Pont (de) (diocèse)
- Néocésarée-en-Syrie (de)
- Nepeta (de)
- Nepte (de)
- Nicaea Parva (de)
- Nicée (archidiocèse)
- Nicives
- Nicomédie (de)
- Nicopolis ad Iaterum (de)
- Nicopolis ad Nestum (de)
- Nicopolis-en-Épire (de)
- Nicosie
- Nigrae Maiores (de)
- Nilopolis (de)
- Nisa-en-Lycie (de)
- Nisibis (de)
- Nisyrus (de)
- Nitrie
- Noba (de)
- Nomentum (de)
- Nona (de)
- Nova
- Nova Barbara (de)
- Nova Caesaris (de)
- Novæ (de)
- Novaliciana (de)
- Novi (de)
- Novica (de)
- Numana (de)
- Numidie (de)
- Obba (de)
- Obbi
- Octaba (de)
- Octava (de)
- Oea
- Oescus (de)
- Olba (de)
- Olena (Olenus)
- Ollone
- Olympe (de)
- Ombi (de)
- Onuphis (de)
- Opitergium (de)
- Oponte
- Oppidum Consilinum (de)
- Orcistus (de)
- Oregon City (archidiocèse (it))
- Oreto (de)
- Oropus (de)
- Orthosias-en-Phénicie (de)
- Ostra (de)
- Othona (de)
- Otriculum (de)
- Otrus (de)
- Ottocium
- Oxyrhynque (de)
- Pacandus (it)
- Palmyre (de)
- Paltus (de)
- Panatoria (de)
- Pandosia (de)
- Panemotichus (de)
- Paphus (de)
- Parion
- Paros (de)
- Parténia
- Patras (archidiocèse)
- Pausulae (de)
- Pauzera (de)
- Pegae (de)
- Pella (de)
- Péluse (de)
- Penafiel (de)
- Pentacomia (de)
- Pergame (de)
- Pergé (de)
- Perrhe (de)
- Pertusa (de)
- Pessinus (de)
- Pesto (de)
- Petina (de)
- Petra-en-Palestine
- Phacusa
- Pharan (de)
- Pharbaetus
- Pharsalus (de)
- Phasis (de)
- Phèlbes (de)
- Philadelphie en Arabie
- Philadelphie-en-Lydie (de)
- Philippes (de)
- Philippopolis-en-Arabie (de)
- Philippopolis-en-Thrace (de)
- Pia (de)
- Pisita
- Plestia (de)
- Pogla (de) en Pisidie.
- Polémonium (de)
- Polymartium
- Polystylus (de)
- Pomaria (de)
- Pomésanie
- Pompéiopolis-en-Paphlagonie (de)
- Populonia (de)
- Porphyreon (de)
- Possala (it)
- Potentia in Piceno (de)
- Præcausa (de)
- Preslavus (de)
- Priene (de)
- Privata
- Pruse (de)
- Prusias ad Hypium
- Ptolémaïde-en-Thébaïde (de) (siège archiépiscolal)
- Ptomélaïs-en-Libye (de)
- Ptolémaïs-en-Phénicie, ou Acre
- Ptolémaïs-en-Phénicie des Maronites (de)
- Pudentiana (de)
- Pulcheriopolis
- Pumentum (it)
- Putia-en-Numidie (de)
- Quaestoriana (de)
- Raphanée (de)
- Rapolla
- Ratiaria (de)
- Ravello
- Rebellum (de)
- Regiae, Maurétanie Césarienne
- Regiana (de)
- Reperi (de) (Reperitanus), Maurétanie Césarienne
- Respecta (de)
- Ressiana
- Retimo
- Rhandus (de)
- Rhasus (de)
- Rhesaina (de)
- Rhinocolura (siège (it))
- Rhithymna (de)
- Rhizaeum (de)
- Rhodes (de)
- Rhodiapolis (de)
- Rhosus (de)
- Rhusium (de)
- Ros Cré (de)
- Rosalia (de)
- Rosella (de)
- Rossmarkaeum (de)
- Rota
- Rubicon (de)
- Rucuma (de)
- Rusadus
- Rusellae (de)
- Rusguniae, aujourd'hui Tamentfoust, en Algérie.
- Rusibisir (de)
- Rusicade (de)
- Ruspæ (de)
- Rusticiana (de)
- Rusuca (de)
- Rusuccuru (de)
- Sabrata (de)
- Sagalassus (de)
- Saïs (de)
- Salamine (de)
- Saldae (de)
- Salona
- Samos (de)
- Samosate (de)
- San Leone (de)
- Sanctus Germanus (de)
- Santa Giusta (de)
- Sarda (de)
- Sardes (de)
- Sarepte (de)
- Sarsenterum (de)
- Sasabe (de)
- Sasime en Cappadoce
- Sassura (de)
- Sata (de)
- Satafi (de)
- Satala-en-Arménie (de)
- Satrianum (de)
- Sauatra (de)
- Scala (de)
- Scardona (de)
- Scythopolis (de)
- Sebana (de)
- Sébaste (de) (archidiocèse)
- Sébaste-en-Palestine (de)
- Sébastopolis-en-Abasgia (de)
- Sébastopolis-en-Arménie
- Segermès (de)
- Sejny (de)
- Selendeta (de)
- Séleucie-en-Isaurie (de) (archidiocèse)
- Séleucie-de-Piérie (de)
- Selge (de)
- Selja (de)
- Selsea (de)
- Sélymbrie (de)
- Sepino (de)
- Serdica (de)
- Sergiopolis (de)
- Serra (de)
- Serrae (de)
- Serta (de)
- Sesta
- Severiana (de)
- Sicca Veneria en Tunisie
- Siccenna (de)
- Sicilibba (de)
- Sidé (de)
- Sidon ou Sydon
- Sidyma
- Sigus (de)
- Sila
- Silandus (de)
- Silli (de)
- Simidicca
- Siminina (de)
- Sinite (de)
- Sinna (de)
- Sinope (de)
- Siraces (de)
- Siscia (de)
- Sistroniana (de)
- Sita (de)
- Sitifis (de)
- Siunia (de)
- Skálholt (de)
- Sléibhte
- Soltania (de)
- Sophène (de)
- Sora (de)
- Soteropolis (de)
- Sozopolis-en-Hémimont (de)
- Sozusa-en-Libye (de)
- Sozusa-en-Palestine (de)
- Stauropolis (de)
- Stectorium (de)
- Stephaniacum (de)
- Strathernia (de)
- Suacia (de)
- Suas
- Suava (de)
- Succuba (de)
- Suelli (de)
- Sufar
- Sufasar
- Sufetula (de)
- Sulci (de)
- Sullectum (de)
- Sululos
- Summa (de)
- Summula
- Sura (de)
- Sutri (it)
- Syene (de)
- Synaus (de)
- Synnada-en-Maurétanie (de)
- Synnada-en-Phrygie (de)
- Tabalta (de)
- Tabbora (de)
- Tabla (de)
- Taborenta (de)
- Tacapae
- Tacia Montana (de)
- Tadamata (de)
- Tagarata (de)
- Tagaria (de)
- Tagase
- Talaptula (de), près de Byzacène en Tunisie[41]
- Tamada (de)
- Tamata (de)
- Tanagra (de)
- Tanais
- Taraqua (de)
- Tarse (archidiocèse)
- Tauromenium (de)
- Teglata-en-Numidie (de)
- Tela (de)
- Telde (de)
- Telmessus
- Temnus (de)
- Tempé (de)
- Tenedus (de)
- Teos (de)
- Tepelta (de)
- Terenuthis (de)
- Termae Himerae
- Ternobus (de)
- Teuchira (de)
- Thabraca (de)
- Thagaste (de)
- Thagora (de), dont est originaire sainte Crispine de Thagare
- Thapsus (de)
- Tharona (de)
- Tharros (de)
- Thaumacus (de)
- Thebae Phthiotides (de)
- Thèbes (de) (archidiocèse)
- Thélepte (de)
- Themisonium
- Thenae (de)
- Thennesus
- Thénarie (de)
- Théodosie (de)
- Théodosiopolis-en-Arcadie (de)
- Théodosiopolis-en-Arménie (de)
- Thermae Basilicae (de)
- Thermopyles (de)
- Thespiae (de)
- Thessalonique (de)
- Theudalis (de)
- Theveste (de)
- Thibaris (de)
- Thibica (de)
- Thibilis (de)
- Thiges (de)
- Thimida Regia
- Thinis (de)
- Thisiduo (de)
- Thizica (de)
- Thibilis (de)
- Thuburbo Minus
- Thuburnica (de)
- Thubursicum Numidarum
- Thucca Terebenthina (de)
- Thuccabora (de)
- Thurio (de)
- Thyatira (de)
- Thysdrus[42]
- Tibériade
- Tiburnia (de)
- Tiddi (de)
- Tigamibena (de)
- Tigava (de)
- Tigias (de)
- Tigillava
- Tigimma (de)
- Tigisis-en-Numidie
- Tilopolis
- Tingaria
- Tinum (de)
- Tipasa-en-Maurétanie (de)
- Tipasa-en-Numidie (de)
- Tisedi (de)
- Tisili (de)
- Titiopolis (de)
- Tituli-en-Numidie (de)
- Tituli-en-Proconsulaire (de)
- Tlos (de)
- Tobna
- Tolentino (it)
- Tongres
- Torcello (de)
- Torone (de)
- Tortibulum
- Tours en Maurétanie
- Tragurium (de)
- Trajanopolis-en-Rhodope (de)
- Trajectum ad Mosam (de)
- Tralles in Asia
- Trapézopolis (de)
- Treba (de)
- Trebia (de)
- Trébizonde (de)
- Trecalae (de)
- Treia (de)
- Trémitonte (de)
- Tres Tabernae (de)
- Trevi (de)
- Trevico (it)
- Tricca (de)
- Tricomie (de)
- Tripoli
- Tripoli-en-Phénicie
- Trisipa (de)
- Trofimiana (de)
- Truentum (de)
- Tubia (de)
- Tubulbaca (de)
- Tubunae-en-Maurétanie
- Tullia (de)
- Tunes (de)
- Turres Ammeniae (de)
- Turres-en-Numidie (de)
- Turris-en-Maurétanie (de)
- Turris-en-Proconsulaire (de)
- Turuda (de)
- Tuscamia (de)
- Tuscania (de)
- Tusuros (de)
- Tyane (de)
- Tyndaris (de)
- Tyr
- Ulpiana (de)
- Ululi (de)
- Umbriatico (de)
- Unizibira (de)
- Urbs Salvia (de)
- Urci (de)
- Urima (de)
- Ursona (de)
- Urusi, ville natale des saints Cyriaque et Paule d'Urusi
- Usinaza
- Uthina (de)
- Utimma (de)
- Utique (de)
- Usula (de)
- Uzalis (de)
- Uzita (de)
- Vada (de)
- Vadesi (de)
- Vaga (de)
- Vagal (de)
- Valabria (de)
- Valeria (de)
- Vallis (de)
- Vannida (de)
- Vartana (de)
- Vassinassa (de)
- Vatarba (de)
- Vazari (de)
- Vazi-Sarra (de)
- Velebusdus (de)
- Vera (de)
- Verbe (de)
- Verinopolis (de)
- Vertara (de)
- Vibiana (de)
- Vibo (de)
- Vico Equense (de)
- Vicohabentia (de)
- Victoriana (de)
- Vicus Pacati (de)
- Villa Nova (de)
- Villa Regis (de)
- Villamagna-en-Proconsulaire (de)
- Villamagna-en-Tripolitaine (de)
- Viminacium (de)
- Vina (de)
- Vinda (de)
- Virunum (de)
- Vita (de)
- Voli (de)
- Volsinium (de)
- Volturnum (de)
- Voncaria (de)
- Vulturaria (de)
- Vulturia (de)
- Xanthus (de)
- Ypres (de)
- Zaba (de)
- Zabi (de)
- Zabulon
- Zallata
- Zama Minor (de)
- Zante et Céphalonie (it)
- Zaraï
- Zattara (de)
- Zela (de)
- Zella (de)
- Zenopolis-en-Isaurie (de)
- Zeugma-en-Syrie (de)
- Zica (de)
- Zorolus
- Zuri (de)

#### Sur GCatholic
- (en) Liste alphabétique des sièges titulaires métropolitains (consulté le 22 avril 2019)
- (en) Liste alphabétique des sièges titulaires archiépiscopaux (consulté le 22 avril 2019)
- (en) Liste alphabétique des sièges titulaires épiscopaux (consulté le 22 avril 2019)

#### Sur Catholic-Hierarchy
- (en) Liste alphabétique des sièges titulaires : A (de Abaradira à Arca in Armenia), A (de Arca in Phoenic à Azura), B, C (de Cabarsussi à Codrula), C (de Coela à Cyzicus), D, E, F, G, H, I, J, K, L, M, N, O, P, Q, R,S, T (de Tabae à Trecalae), T (de Tremithus à Tzernicus), U, V, W, X, Y et Z (consulté le 22 avril 2019)
- (en) Liste alphabétique des sièges titulaires vacants : A, B, C, D, E, F, G, H, I, J, K, L, M, N, O, P, Q, R, S, T, U, V, W, X, Y et Z (consulté le 22 avril 2019)